# La Raíz
I La Raíz sono un gruppo spagnolo originario di Gandía (Comunità Valenciana), Spagna.

## Storia del gruppo
Il gruppo odierno si forma nel 2006, approfittando della rottura di una precedente formazione chiamata anch'essa La Raíz. La nuova formazione pubblica nel 2007 l'album El aire muerto. Nel 2009, in collaborazione col gruppo valenciano La Gossa Sorda, il gruppo pubblica il disco Guerra al Silencio. Dopo alcune modifiche nella formazione nel 2011 viene pubblicato El lado de los rebeldes e nel 2013 Así en el cielo como en la selva, quest'ultimo fa guadagnare al gruppo un successo maggiore, consolidatosi poi nel 2016 con l'album Entre poetas y presos.

## Discografia
- El Aire Muerto (2007)
- Guerra al Silencio (2009)
- El Lado de los Rebeldes (2011)
- Así en el cielo como en la selva (2013)
- Entre Poetas y Presos (2016)